# Perdita crassula
Perdita crassula är en biart som beskrevs av Timberlake 1958. Perdita crassula ingår i släktet Perdita och familjen grävbin. Inga underarter finns listade i Catalogue of Life.